# 宮下杏菜
宮下 杏菜（みやした あんな、1981年12月30日 - ）は、日本の元AV女優。
血液型：B型 、身長：157cm 、スリーサイズ：B86・W60・H88 、Cカップ。東京都出身とされる。一部に「宮下杏奈」や「広末由依」として出演した作品もある。
2003年にAVデビュー。企画単体系作品を中心に活躍した。後期は「お姉さん系」の容姿、演出であった。2004年に引退した模様。

## 出演作品
2003年
- 監禁病棟いたぶり（9月1日、ゼロコーポレーション）
- 杏奈タンで萌え〜（ケー・トライブ）
- THE　女子校生　先生やめて下さい（11月15日、ホットエンターテイメント）
- 走れ!!女子校生痴漢バス（11月28日、ケイ・エム・プロデュース）
- 女子校生部活日誌 EPISODE.4 水泳部編（12月15日、ホットエンターテイメント）

2004年
- 水泳部 部活狩り（1月16日、笠倉出版社）
- 四弾肉弾攻撃 1（2月5日、ゼロコーポレーション）オムニバス作品
- 放課後青空授業　女子校生野外活動（2月20日、ホットエンターテイメント）
- 小悪魔少女ガチンコハメ撮り（3月15日、ゼロコーポレーション）
- 筆下ろし合宿 完全版（3月15日、ホットエンターテイメント）
- 童貞狩り学園II（2004年6月4日、SODクリエイト）
- ノーズフェラ 4（6月10日、AVS）
- 国民年金がもらえなくなるかも・って言ったの・誰!?（7月22日、アイエナジー）
- オナニー4時間 痴女優コレクション（7月23日、笠倉出版社）
- 超美人ベロチュ〜フェチ（8月1日、マルクス兄弟）
- Spermania Vol.4　ビューティーガールにぶっかけろ!!（8月8日、アイデアポケット）
- 麗しのフェロモンＭ嬢の性癖（8月12日、隼エージェンシー）
- 雌女 anthology #010（9月3日、アウダースジャパン）
- バーチャルEX 痴女ハーレム 精根を吸い尽くす女神達（9月8日、アイデアポケット）
- 僕、専用。15号 [ANNA]（9月10日、ゴーゴーズ）
- オナニスト［第八章］（9月15日、隼エージェンシー）
- 女子校生強制中出し　3（9月15日、隼エージェンシー）
- HIGH SCHOOL FUCK（10月8日、アイデアポケット）
- こだわりの手コキ 26人の手コキ嬢（10月14日、隼エージェンシー）
- 美人女医輪姦病棟 中出し20連発（10月21日、アイエナジー）
- フェライド おしゃぶりスペシャル（10月29日、笠倉出版社）
- Hなナースの時間外勤務（11月18日、アイエナジー）
- ANGEL DOUBLE（12月8日、アイデアポケット）
- フェラコレ2004 フェラマニア完全保存版 40人のフェラジェンヌ（12月15日、隼エージェンシー）
- 24人のカリスマアイドル 4（12月24日、ケイ・エム・プロデュース）

2005年
- Hな女子校生の課外授業（2月4日、アイエナジー）
- Spermania BEST 02（4月8日、アイデアポケット）
- ネバスペコレクション NON-STOP 4時間（7月13日、マルクス兄弟）

2006年
- ベロキス×ベロフェラ×ベロエッチ（1月1日、ワンズファクトリー）オムニバス作品

2007年
- レズ以上! 2（6月5日、ジャネス）